# إيرباص إيه 340
الإيرباص إيه 340 (بالإنجليزية: Airbus A340)‏ طائرة من طائرات ذات البدن الواسع وقادرة على الطيران لمسافات طويلة ذات أربع محركات. أنتجتها شركة ايرباص إحدى شركات إي إيه دي إس. تتسع الطائرة إلى 261 - 380 كرسي ومداها بين 6700 - 9000 ميل بحري. توقف تصنيع الطائرة في 10 نوفمبر 2011.

## تطويرها
أول دراسة لإنتاج الطائرة كانت عام 1981 وكان رمزها TA11. ودشنت الطائرة في يونيو 1987. وكان السبب الرئيسي لإنتاج الطائرة هو منافسة بوينغ في إنتاج طائرات بعيدة المدى. وخاصة أن في ذلك الوقت كانت القوانين تحضر على الطائرات ذوات المحركين الابتعاد عن أقرب مطار بمسافة 60 دقيقة طيران. ومخططات الإيرباص 340 تشابه بشكل كبير الإيه 330 لكن الأخيرة كانت بمحركين فقط.

## الطلبيات والتسليمات
حتى نهاية مارس 2009 طُلب 385 طائرة إيه 340 (246 طائرة إيه 340-200/300 و35 طائرة إيه 340-500 و104 طائرة إيه 340-600) وسُلم 362 طائرة منها 246 فئة 200/300 و28 من فئة 500 و89 من فئة 600 ولا تزال 358 طائرة في الخدمة 
|           | 1988 | 1989 | 1990 | 1991 | 1992 | 1993 | 1994 | 1995 | 1996 | 1997 | 1998 | 1999 | 2000 | 2001 | 2002 | 2003 | 2004 | 2005 | 2006 | 2007 | 2008 | 2009 | 2010 | 2011 | 2012 |
| --------- | ---- | ---- | ---- | ---- | ---- | ---- | ---- | ---- | ---- | ---- | ---- | ---- | ---- | ---- | ---- | ---- | ---- | ---- | ---- | ---- | ---- | ---- | ---- | ---- | ---- |
| الطلبيات  | 3    | 81   | 8    | 26   | 22   | 15   | 30   | 10   | 34   | 25   | 63   | 36   | 20   | 2    | 31   | 35   | 28   | 15   | 15   | 23   |      |      |      |      |      |
| التسليمات |      |      |      |      |      | 22   | 25   | 19   | 28   | 33   | 24   | 20   | 19   | 22   | 16   | 33   | 28   | 24   | 24   | 11   | 13   | 10   | 4    | 0    | 2    |

حتى يناير 2013 

## مقارنة بين الطرازات المختلفة من الطائرة
| القياسات                         | A340-200                                                            | A340-300                                                                                  | A340-500/-500HGW                                       | A340-600/-600HGW                         |
| -------------------------------- | ------------------------------------------------------------------- | ----------------------------------------------------------------------------------------- | ------------------------------------------------------ | ---------------------------------------- |
| مديري قمرة القيادة               | اثنان                                                               | اثنان                                                                                     | اثنان                                                  | اثنان                                    |
| سعة الركاب                       | 261 (3-class)                                                       | 295 (3-class)                                                                             | 313 (3-class)                                          | 380 (3-class)                            |
| طول الطائرة                      | 59.39 m 194 ft 10 in                                                | 63.60 m 208 ft 8 in                                                                       | 67.90 m 222 ft 9 in                                    | 75.30 m 247 ft 0 in                      |
| مدى الجناح                       | 60.30 m 197 ft 10 in                                                | 60.30 m 197 ft 10 in                                                                      | 63.45 m 208 ft 2 in                                    | 63.45 m 208 ft 2 in                      |
| درجة ميلان الجناح                | 30°                                                                 | 30°                                                                                       | 31.1°                                                  | 31.1°                                    |
| ارتفاع الطائرة                   | 16.70 m 54 ft 9 in                                                  | 16.85 m 55 ft 3 in                                                                        | 17.10 m 56 ft 1 in                                     | 17.30 m 56 ft 9 in                       |
| عرض كبينة الركاب                 | 5.28 m (17.3 ft)                                                    | 5.28 m (17.3 ft)                                                                          | 5.28 m (17.3 ft)                                       | 5.28 m (17.3 ft)                         |
| قاعدة الإطارات                   | 23.24 m 76 ft 3 in                                                  | 25.60 m 84 ft 0 in                                                                        | 27.59 m 90 ft 6 in                                     | 32.89 m 107 ft 11 in                     |
| الوزن (بدون حمولة)               | 129,000 kg 284,396 lb                                               | 129,275 kg 295,503 lb                                                                     | 170,400 kg 375,668 lb                                  | 177,000 kg 390,218 lb                    |
| الوزن الأقصى للطيران             | 275,000 kg 606,300 lb                                               | 276,500 kg 609,600 lb                                                                     | 372,000/380,000 kg 820,100 /837,800 lb                 | 368,000/380,000 kg 811,300/837,800 lb    |
| سرعة الطيران                     | Mach 0.82 (896 km/h, 484 knots, 557 mph)                            | Mach 0.82 (896 km/h, 484 knots, 557 mph)                                                  | Mach 0.83 (907 km/h, 490 knots, 564 mph)               | Mach 0.83 (907 km/h, 490 knots, 564 mph) |
| المسافة اللازمة للإقلاع عند MTOW | 2,990 m 9,810 ft                                                    | 3,000 m 9,840 ft                                                                          | 3,050 m 10,000 ft                                      | 3,100 m 10,170 ft                        |
| مدى الطيرن (أقصى حمولة)          | 14,800 km 8,000 NM                                                  | 13,700 km 7,400 NM                                                                        | 16,020/16,700 km 8,650/9,000 NM                        | 14,360/14,630 km 7,750/7,900 NM          |
| أقصى حجم للوقود                  | 155,040 L 40,957 gal                                                | 140,640 L 37,153 gal                                                                      | 214,810/222,000 L 56,750/58,646 gal                    | 195,881/204,500 L 51,746/54,023 gal      |
| سعة الشحن                        | 18 LD3s/6 pallets                                                   | 30 LD3s/10 pallets                                                                        | 32 LD3s/11 pallets                                     | 42 LD3s/14 pallets                       |
| ارتفاع الطيران                   | 11,887 m (39,000 ft)                                                | 11,887 m (39,000 ft)                                                                      | 11,887 m (39,000 ft)                                   | 11,887 m (39,000 ft)                     |
| المحركات (4x)                    | سي اف ام 56 (138.78 kN) CFM56-5C3 (144.57 kN) CFM56-5C4 (151.25 kN) | سي اف ام 56 (138.78 kN) CFM56-5C3 (144.57 kN) CFM56-5C4 (151.25 kN) CFM56-5C4P (149.9 kN) | رولز رويس ترنت 500 رولز رويس ترنت 553/556 (236/249 kN) | Trent 556/560 (249/260 kN)               |

## أسعار الطائرات
ارتفعت أسعار الطائرات - بشكل عام ومن بينها الإيه 340 - خلال فترة التضخم العالمي عام 2008. وكانت أسعار الإيرباص إيه 340 كالتالي:
- إيه 340 - 300: 211-219 مليون دولار
- إيه 340 - 500: 233-241 مليون دولار
- إيه 340 - 600: 245-253 مليون دولار